# لهلی گره
شهر لهلی گره (به رومانیایی: Lehliu Gară) در شهرستان کلرش در کشور رومانی واقع شده‌است. جمعیت این شهر ۶٬۶۶۷ نفر  است.